# DSLinux
DSLinux（ディーエス リナックス）はニンテンドーDSで動作するよう移植されたLinux。2010年に開発が終了した。

## ソフトウェア
DSLinuxは、uCLinux 2.6.14 (Linux-2.6.14-hsc0)をベースとして改変されたμClinuxカーネル上で動作する。Textmode（コンソール）またはコンソール上に専用ドライバを用意すればnano-Xが動作する。下画面にキーボードが表示され、ユーザー入力が可能となる。
DsLinuxは、GCCベースのARM用クロスコンパイラツールチェインによってコンパイルされている。
ncurses、libpcap、SDL、他にも多くのライブラリがDSLinuxに移植されており、そのためDSLinuxにはncursesベースまたはフレームバッファベースのUIが使用されている。さらに基本的なシェルアプリケーションも提供されており、BusyBoxやGNU Core Utilitiesが動作する。標準CライブラリはuClibcである。

## ハードウェア
ニンテンドーDSおよびニンテンドーDS Lite